# Laak (Zederik)
De Laak of  Lake was een riviertje dat vanaf de Lek bij Lexmond naar de Zederik bij Meerkerk liep.
Bij Lexmond bestaat nog een klein restant van dit stroompje. De naam van deze plaats is van het riviertje en de ligging ervan afgeleid. De oorspronkelijke naam van Lexmond is Laaksmond: de plaats waar de Laak uitmondt.